# Cantonul Bron
Cantonul Bron este un canton din arondismentul Lyon, departamentul Rhône, regiunea Rhône-Alpes, Franța.